# Albert Gottfried Dietrich
Albert Gottfried Dietrich (Danzigue, 8 de novembro de 1795 — Berlim, 22 de maio de 1856) foi um botânico alemão.
Trabalhou no jardim botânico de Berlim e ensinou no Instituto de horticultura de Berlim-Schöneberg. Com Christoph Friedrich Otto (1783-1856), editou um jornal dedicado a jardinagem Allgemeine Gartenzeitung de 1833 a 1856.

## Publicações
- Terminologie der phanerogamischen Pflanzen..., 1829.
- Flora regni borussici, 1833-1844.